# Nebulosa Nord America
La Nebulosa Nord America (anche nota con le sigle NGC 7000 e C 20) è una nebulosa a emissione visibile nella costellazione del Cigno, vicino a Deneb (la coda del cigno e la sua stella più brillante). La forma della nebulosa disegna il continente nordamericano, soprattutto la costa est, tra il Golfo del Messico e la Florida.
La scoperta della Nebulosa Nord America è attribuita all'astronomo William Herschel. Essa costituisce assieme alla vicina Nebulosa Pellicano un unico complesso nebuloso, situato a circa 1960 anni luce, in cui è attiva la formazione stellare, come è testimoniato dalla presenza di diversi oggetti stellari giovani e oggetti HH; questi fenomeni riguardano principalmente stelle di piccola e media massa.
Grazie alla sua luminosità e alla sua estensione, è uno degli oggetti più fotografati dell'emisfero celeste boreale.

## Osservazione

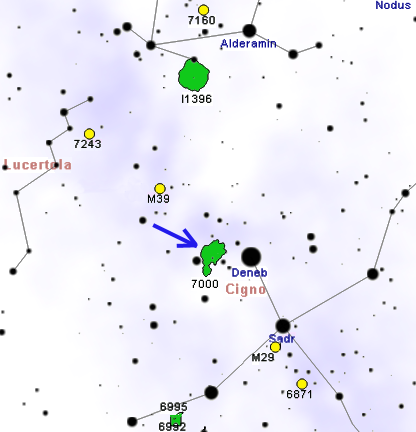
Mappa per l'individuazione della Nebulosa Nord America.

La Nebulosa Nord America si estende su un'area apparente pari a circa 10 volte la grandezza della Luna piena, ma la sua luminosità è debole e non può essere vista a occhio nudo; si individua circa 3° a ESE della brillante stella Deneb (α Cygni), in direzione di un tratto molto ricco e luminoso della Via Lattea boreale. Con un binocolo ad ampio campo visivo (di circa 3°) appare come una macchia nebbiosa di luce dalla forma arcuata, appena percepibile e solo con la condizione di avere un cielo sufficientemente scuro; con un telescopio è possibile individuare qualche dettaglio in più, ma il forte ingrandimento non consente di osservare la nube nella sua interezza. Il dettaglio maggiormente riconoscibile è proprio il grande arco situato nella parte meridionale, che delinea idealmente la figura del "Golfo del Messico". La nebulosa nella ua interezza e soprattutto il suo colore rossastro, dovuto alla linea di emissione nell'Hα, sono visibili solamente nelle fotografie dell'area.
La nebulosa si trova nell'emisfero celeste boreale a una declinazione piuttosto settentrionale, al punto da apparire circumpolare già dalla latitudine di città come Parigi e Vienna; la sua osservazione è pertanto molto facilitata per gli osservatori situati nell'emisfero boreale. Dall'emisfero australe la nube appare sempre molto bassa sopra l'orizzonte settentrionale e diventa invisibile oltre i 46°S. Il periodo più propizio per la sua osservazione nel cielo della sera è compreso fra i mesi di giugno e novembre, sebbene dalle regioni boreali questo periodo sia ancora più lungo.

## Caratteristiche

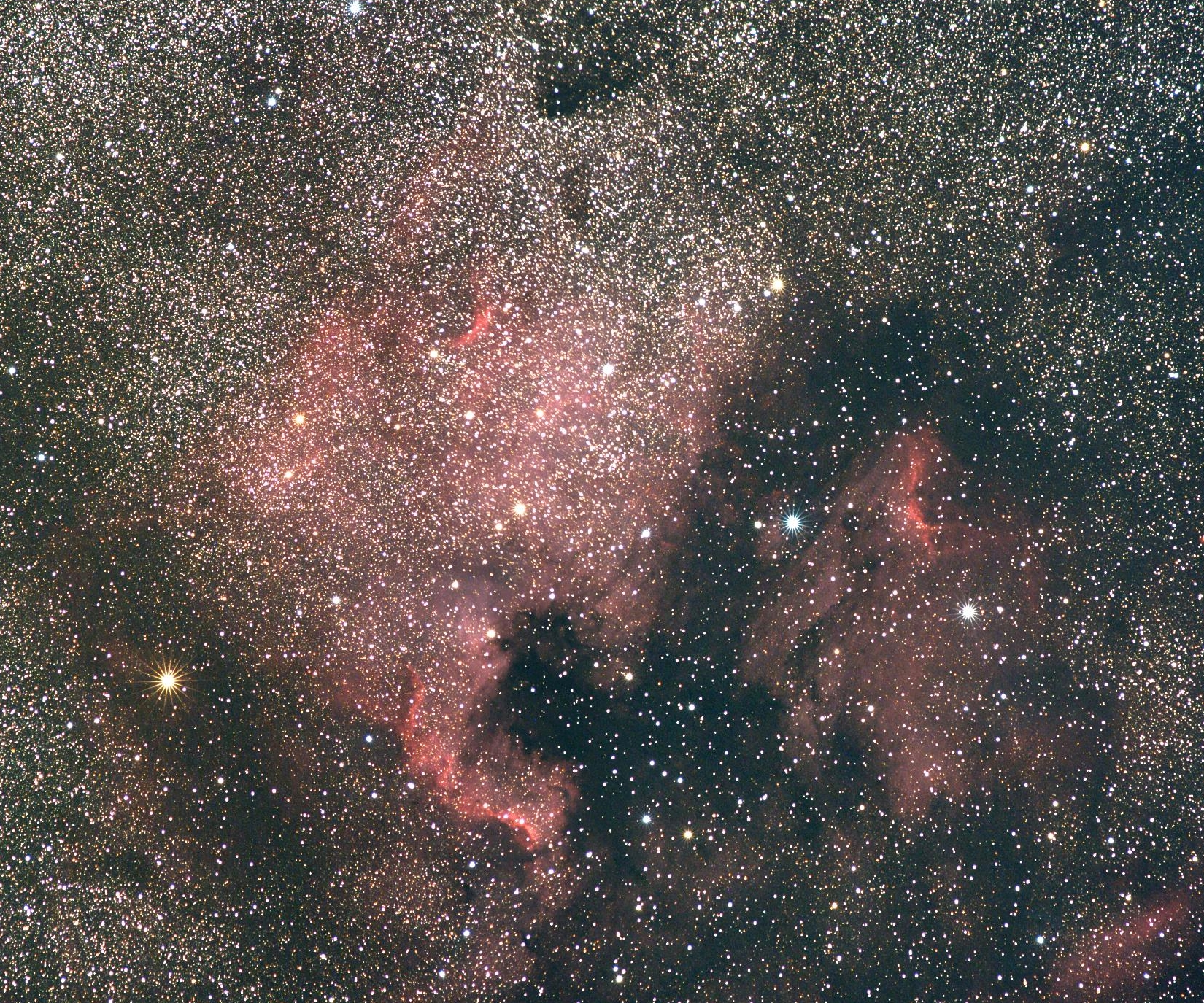
Visione d'insieme del complesso formato dalle due nebulose Nord America e Pellicano.

La Nebulosa Nord America e la vicina Nebulosa Pellicano (IC 5070), sono parte della stessa vasta nube interstellare di idrogeno ionizzato (Regione H II); la regione nebulosa che assieme costituiscono è indicata con le sigle W80 e DR 27 e si estende per circa 3°. Le due nebulose brillanti appaiono separate da una banda di gas oscura appartenente allo stesso complesso nebuloso noto come LDN 935. La regione ospita anche alcuni ammassi aperti, come NGC 6996.
Questo complesso nebuloso costituisce di fatto la parte illuminata del grande sistema di gas e polveri noti come Fenditura del Cigno, ben evidente in quanto oscura completamente la luce delle stelle situate al di là di esso e quindi il chiarore della Via Lattea. Tra noi e la nebulosa si trova una banda di polvere interstellare che assorbendo la luce delle stelle e della nebulosa alle sue spalle, è responsabile della forma che vediamo. Per lungo tempo la stella responsabile della ionizzazione dell'idrogeno della nube non era nota con certezza; se fosse stata Deneb, come sostengono alcune fonti, la distanza sarebbe approssimativamente 1800 anni luce, e la sua grandezza assoluta sarebbe di 100 anni luce (6° di diametro apparente). Questa ipotesi però appare piuttosto irrealistica. Studi condotti a diverse lunghezze d'onda hanno permesso di individuare una ventina di sorgenti coincidenti con altrettante stelle profondamente immerse nei gas o da essi nascoste; fra queste spicca 2MASS J205551.25+435224.6, una sorgente particolarmente isolata situata oltre la banda oscura di LDN 935 ben visibile nella banda del vicino infrarosso, coincidente con una giovane stella blu di classe spettrale O5V. La sua posizione è particolarmente interessante poiché viene a trovarsi esattamente al centro geometrico del complesso nebuloso, rendendola di fatto la principale responsabile della ionizzazione dei gas circostanti.
La distanza del complesso nebuloso è stata indicata in vari studi come compresa fra i 500 e i 1000 parsec (1630-3260 anni luce) dal sistema solare; una simile imprecisione è dovuta principalmente alla difficoltà oggettiva che si riscontra nell'osservare questa regione di cielo, che appare estremamente congestionata a causa della sovrapposizione sulla stessa linea di vista di un gran numero di regioni nebulose differenti. Ciò accade perché questa direzione coincide con l'asse mediano del Braccio di Orione, il braccio di spirale galattico in cui è compreso anche il Sole. Le stime di distanza più recenti hanno comunque ridotto enormemente le incertezze sulle stime, indicando valori il linea di massima concordanti fra loro; queste stime indicano una distanza pari a 600±50 parsec (1956±163 anni luce).

## Fenomeni di formazione stellare

La regione di contatto con LDN 935, sede di fenomeni di formazione stellare.

La regione di cielo in direzione delle nebulose Nord America e Pellicano presenta un gran numero di oggetti stellari giovani, come è testimoniato dalla presenza di stelle con emissioni nella banda dell'Hα; queste stelle si dividono in base alla loro massa in stelle Be e stelle T Tauri. Secondo gli scienziati che per primi catalogarono queste popolazioni stellari in questa direzione, le stelle Be si trovano ad una distanza maggiore rispetto alle T Tauri, che invece sarebbero legate fisicamente alla Nebulosa Nord America. Gli studi che seguirono identificarono alcune centinaia di stelle con emissioni Hα centrate attorno alla nube LDN 935; su 430 stelle individuate, circa il 10% sarebbero nella fase di pre-sequenza principale. Alcune di queste stelle di piccola massa formano un piccolo ammasso, immerso nei gas di LDN 935. A queste componenti si aggiungono oltre 700 stelle con un eccesso di radiazione infrarossa, caratteristica tipica degli oggetti stellari giovani circondati da un disco circumstellare o immersi nei banchi gassosi.
Uno studio del 2009 che analizza nella loro globalità gli oggetti stellari giovani della regione, evidenzia nella nube LDN 935 la presenza di otto aggregazioni maggiori, al cui interno sono contenuti circa un terzo dell'intera popolazione di oggetti di Classe I, II e III del complesso nebuloso; l'età media di queste stelle si aggira attorno ai 3 milioni di anni, con alcune componenti che possono avvicinarsi ai 10 milioni di anni.
Ulteriori indizi che testimoniano la presenza di fenomeni di formazione stellare anche molto recenti sono dati dalla presenza di un gran numero di oggetti HH; gran parte di questi oggetti, in totale 44, sono stati individuati a cavallo fra gli anni novanta e gli anni duemila, ripartiti fra la Nebulosa Nord America e la Nebulosa Pellicano. Una parte di questi oggetti si addensano nella regione oscura che delinea idealmente il "Golfo del Messico", appartenente a LDN 935; in questa zona è stata scoperta una concentrazione di getti bipolari che confermano che la nube LDN 935 sia un importante sito di formazione stellare.

### Libri
- (EN) Stephen James O'Meara, Deep Sky Companions: The Caldwell Objects, Cambridge University Press, 2003, ISBN 0-521-55332-6.
- Reipurth, B.; Schneider, N., Star Formation and Young Clusters in Cygnus, in Handbook of Star Forming Regions, Volume I: The Northern Sky ASP Monograph Publications, vol. 4, dicembre 2008,  p. 36. URL consultato il 18 settembre 2010. (versione in PDF)

### Carte celesti
- Tirion, Rappaport, Lovi, Uranometria 2000.0 - Volume I - The Northern Hemisphere to -6°, Richmond, Virginia, USA, Willmann-Bell, inc., 1987, ISBN 0-943396-14-X.
- Tirion, Sinnott, Sky Atlas 2000.0, 2ª ed., Cambridge, USA, Cambridge University Press, 1998, ISBN 0-933346-90-5.
- Tirion, The Cambridge Star Atlas 2000.0, 3ª ed., Cambridge, USA, Cambridge University Press, 2001, ISBN 0-521-80084-6.